# Haines megye
Haines Borough az Amerikai Egyesült Államokban, azon belül Alaszka államban található. Megyeszékhelye Haines. Lakosainak száma 2080 fő (2020. április 1.). Haines megye Skagway, Juneau, Hoonah–Angoon Census Area és Stikine Region megyékkel határos.

## Népesség
A megye népességének változása:
| Lakosok száma | 2510 | 2563 | 2580 | 2592 | 2534 | 2080 |
|               | 2010 | 2011 | 2012 | 2013 | 2015 | 2020 |